# Neochelonia sulphurea
Neochelonia sulphurea là một loài bướm đêm thuộc phân họ Arctiinae, họ Erebidae.